# Valderrama (Antique)
Valderrama is een gemeente in de Filipijnse provincie Antique op het eiland Panay. Bij de laatste census in 2007 had de gemeente bijna 19 duizend inwoners.

## Geografie

### Bestuurlijke indeling
Valderrama is onderverdeeld in de volgende 22 barangays:
| - Bakiang - Binanogan - Borocboroc - Bugnay - Buluangan I - Buluangan II - Bunsod - Busog - Cananghan - Canipayan - Cansilayan | - Culyat - Iglinab - Igmasandig - Lublub - Manlacbo - Pandanan - San Agustin - Takas - Tigmamale - Ubos - Alon |

## Demografie
Valderrama had bij de census van 2007 een inwoneraantal van 18.878 mensen. Dit zijn 1.004 mensen (5,6%) meer dan bij de vorige census van 2000. De gemiddelde jaarlijkse groei komt daarmee uit op 0,76%, hetgeen lager is dan het landelijk jaarlijks gemiddelde over deze periode (2,04%).